# シーソーゲーム (お笑いコンビ)
シーソーゲームは、アミー・パーク所属に所属していたお笑いコンビ。芸種は漫才が中心。2009年7月解散。

## メンバー
- 中村だいぞう(なかむらだいぞう)　ツッコミ担当

生年月日: 1982年3月26日
出身地:神奈川県
血液型:B型
身長:165cm
体重:58kg
足サイズ: 26.5cm
特技:水泳・餃子
趣味: 読書
- コンビ解散後はオフィスチャープに所属し、俳優・ナレーターとして活動している[1]他、山村もみ夫。名義で映画監督としても活動している[2]。

- 関原昭仁 (せきはらあきひと)　ボケ担当

生年月日: 1979年7月6日
出身地:千葉県
血液型:O型
身長:172cm
体重:88kg
足サイズ:27cm
特技:料理
趣味:漫画・ゲーム

## 略歴
- キングオブコント2008　1回戦敗退
- M-1グランプリ2008 2回戦進出

## 出演
- エンタの神様(日本テレビ系)キャッチコピーは「戸惑いの大接戦」
- 新春ホワイトカーペット(フジテレビ系)キャッチコピーは「乗るなら今だ」
- 爆笑レッドカーペット(フジテレビ系)キャッチコピーは「エゴと笑いの」
- 爆笑トライアウト（NHK総合、2009年5月1日）
  - 会場審査は6位（373TP）、視聴者投票は6位（464票）。